# Doria

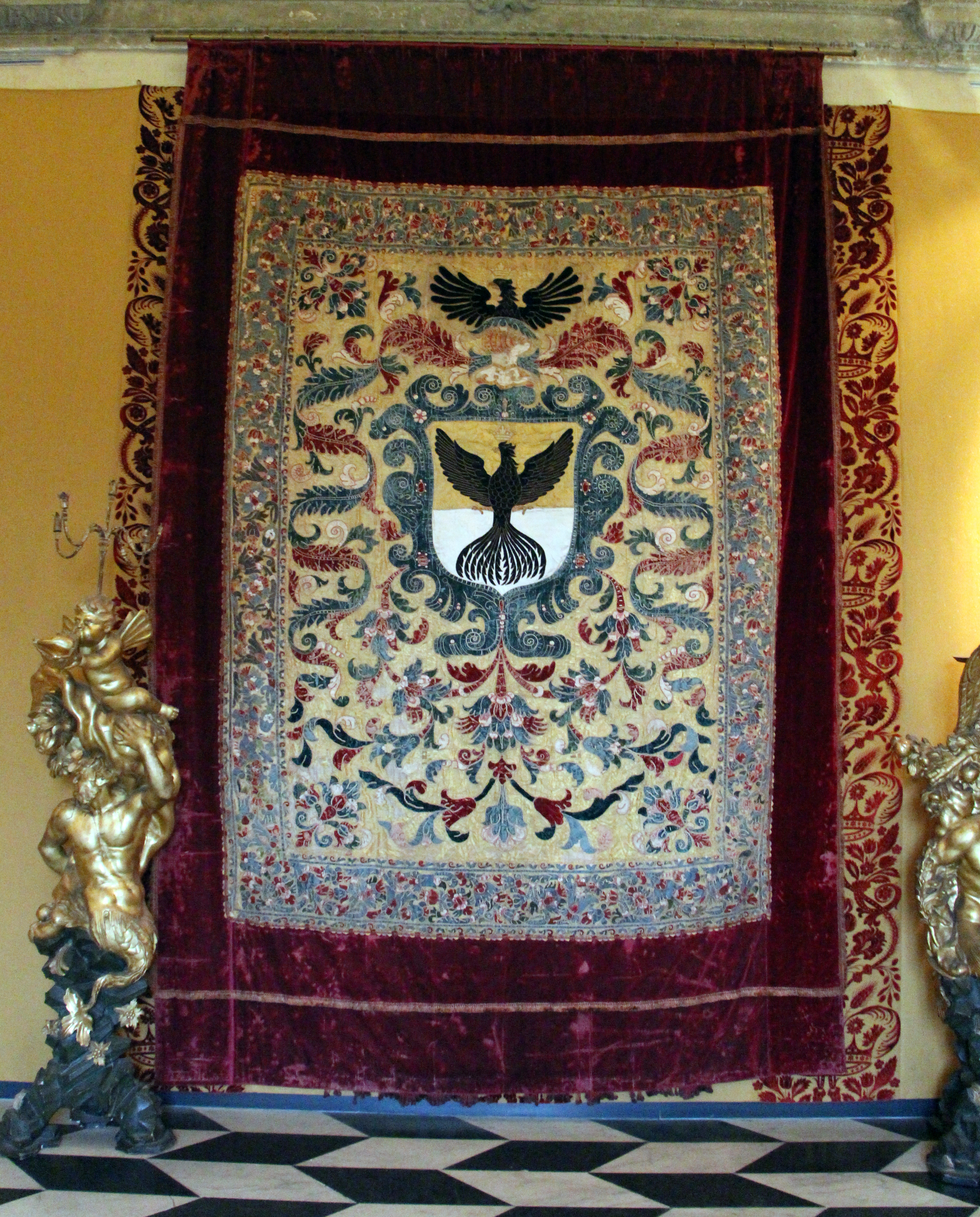
Lo stemma dei Doria su di un arazzo nel Palazzo del Principe a Genova.

I Doria o  D'Oriasono un'antica e nobile famiglia originaria di Oneglia, la cui storia, a partire dal XII secolo, fa parte della Storia della Repubblica di Genova.
Sino al XIV secolo i Doria primeggiarono, tra gare e rivalità, con le altre grandi famiglie feudali: gli Spinola, ghibellini come loro, e i Fieschi e i Grimaldi, due famiglie guelfe; dopo l'istituzione del dogato popolare (1339), persero il predominio politico, ma conservarono le tradizioni e le funzioni militari e navali.
Con Andrea salirono all'apice della vita cittadina e, perduta questa funzione predominante, conservarono sempre, per il numero, le ricchezze e le aderenze, grande importanza e autorità ed ebbero, anche in tempi più recenti e in momenti decisivi, una funzione quasi direttiva.
Durante le varie epoche, i Doria hanno dato vari cardinali, arcivescovi e vescovi alla Chiesa cattolica e ben sei dogi alla Repubblica di Genova: Giovanni Battista (1537–1539); Nicolò (1579–1581); Agostino (1601–1603); Ambrogio (eletto il 4 maggio 1621 e morto il 12 giugno prima ancora di essere incoronato); Giovanni Stefano (1633–1635); Giuseppe (1793–1795), penultimo doge della Repubblica.

## Storia

### Origini della famiglia Doria
Non essendo i Doria, come la maggior parte delle famiglie nobili genovesi, di origine feudale, le loro radici si possono far risalire con difficoltà a non prima del X secolo, perdendosi comunque in congetture che sfiorano la leggenda. 
Giova tuttavia ricordare un aneddoto che, per la sua diffusione, potrebbe nascondere un fondo di verità: secondo la vulgata, nata probabilmente dal bisogno di attribuire origini illustri e feudali ad una famiglia, con ogni probabilità autoctona, che dal commercio era giunta al potere politico e al possesso di signorie, i Doria trarrebbero le loro origini da un Arduino, visconte di Narbona, il quale, passando da Genova per andare crociato a Gerusalemme, si ammalò gravemente. Ospitato in casa di una vedova della famiglia De Volta e curato, si innamorò di una delle sue due figlie, Orietta, detta Oria, la quale ebbe infine un figlio: Ansaldo che, dal nome della madre, fu detto figlio d'Oria.  I nomi con cui i genovesi ne indicarono i figli e poi i discendenti sono infatti Auriae e D'Oria. Questo genitivo dopo il nome di battesimo è appunto la forma che usarono gli annalisti del Comune per indicare i singoli personaggi della casata; mentre per indicarli collettivamente, come clan, scrissero illi de Auria: quelli di Oria, ovvero i D'Oria. Nel tempo tuttavia ha prevalso la denominazione contratta Doria con cui la famiglia è nota.
Occorre osservare che il termine "famiglia", nel caso dei Doria come in quello di altre famiglie genovesi dell'epoca, va inteso, più che nel senso ristretto di nucleo di consanguinei conviventi, piuttosto come un ampio gruppo di persone, composto da vari nuclei familiari in senso moderno, che condividono origini comuni, vincoli di interessi o schieramento politico, zona di residenza e talvolta, come in questo caso, anche il cognome. 
Il modello di questo tipo di associazione è quello del cosiddetto "Albergo dei Nobili" tipico, oltre che di Genova, anche di altre aree della Liguria e del Piemonte medioevale. A tale proposito si consideri che alcuni genealogisti identificano fino a 40 linee all'interno della famiglia, e che alla battaglia della Meloria nel 1284 sembra partecipassero 250 Doria. All'interno dei Doria, tuttavia, anche i vincoli di sangue furono sempre forti, data la costante abitudine di contrarre matrimoni nell'ambito familiare.
I primi Doria dei quali abbiamo notizia certa sono Ansaldo, nato all'inizio del XII secolo, ed i figli, tra i quali Simone. In quest'epoca la famiglia già possedeva a Genova ampie aree nella zona di Piazza San Matteo, sulle quali sorgeranno i suoi palazzi.
Le fonti già descrivono i primi Doria come protagonisti di primo piano della vita del Comune genovese dell'epoca: importanti mercanti attivi in varie aree del Mediterraneo, uomini d'arme pronti a difendere ed espandere i propri interessi e politici impegnati in magistrature cittadine, quali il consolato. 
In particolare, l'attività politica dei Doria si orientò verso due obiettivi: partecipare alla vita politica del comune genovese ed acquistare domini feudali su aree spesso indipendenti da Genova (come ad esempio nel caso dei cosiddetti feudi imperiali) e soggetti solo ai Doria stessi. Inizialmente questi feudi furono posti in Liguria, in particolare nel ponente, espandendosi poi nella parte meridionale del Piemonte ed in Sardegna.

### XIII - XV secolo
Già nel XIII secolo la famiglia deteneva posizioni preminenti nel governo di Genova, ove rappresentò tradizionalmente il partito ghibellino.  Questa posizione la schierò per lungo tempo a fianco di altre famiglie dello stesso orientamento, come gli Spinola, ed in opposizione alle casate guelfe, quali i Fieschi ed i Grimaldi.
In questo periodo si affermò Pietro Doria (circa 1233 - 1278), importante armatore, finanziere, e mercante che fu padre di Oberto, Lamba e Jacopo.
Oberto Doria (Genova, 1230-1295), Capitano del Popolo e diarca di Genova, fu l'arbitro della politica genovese del suo tempo.
Lamba Doria (Genova, 1245-1323) è stato, assieme al discendente Andrea, il più famoso ammiraglio genovese, la vittoria riportata contro i veneziani nella battaglia di Curzola nel 1298. I suoi discendenti diretti usarono in seguito il nome Doria Lamba. Jacopo fu ammiraglio ed annalista. Lamba Doria è il Capostipite dei rami ancora fiorenti dei marchesi Doria Lamba patrizi di Genova, e dei Marchesi Doria Colonna patrizi di Genova. Fratello del Capitano del Popolo Oberto, vinse i veneziani nella battaglia di Curzola nel 1298, dove ebbe tra i prigionieri l'ammiraglio Andrea Dandolo che, per la disperazione, si uccise e il navigatore Marco Polo che, durante la sua prigionia, dettò il Milione.
Nella battaglia i veneziani perdettero ottantacinque navi: di queste, diciotto furono catturate e le rimanenti, in spregio, furono bruciate.
Tornato a Genova in trionfo, all'ammiraglio Lamba fu donato dal Comune un palazzo in piazza San Matteo, tradizionale zona di residenza e di potere della famiglia in città, altri possedimenti a Savona, dove tuttora è presente il Palazzo D'Oria Lamba, a Genova ed in Piemonte. Inoltre la città lo proclamò Capitano del popolo. Fu nominato ammiraglio di 40 galere per conto dell'imperatore Arrigo VII.
Nel secolo successivo si segnalano gli ammiragli Pagano Doria, che batté Veneziani e Catalani nella battaglia del Bosforo del 1352 e nella battaglia di Sapienza batté i Veneziani nel 1354, e Luciano, vincitore su Vettor Pisani a Pola nel 1379.

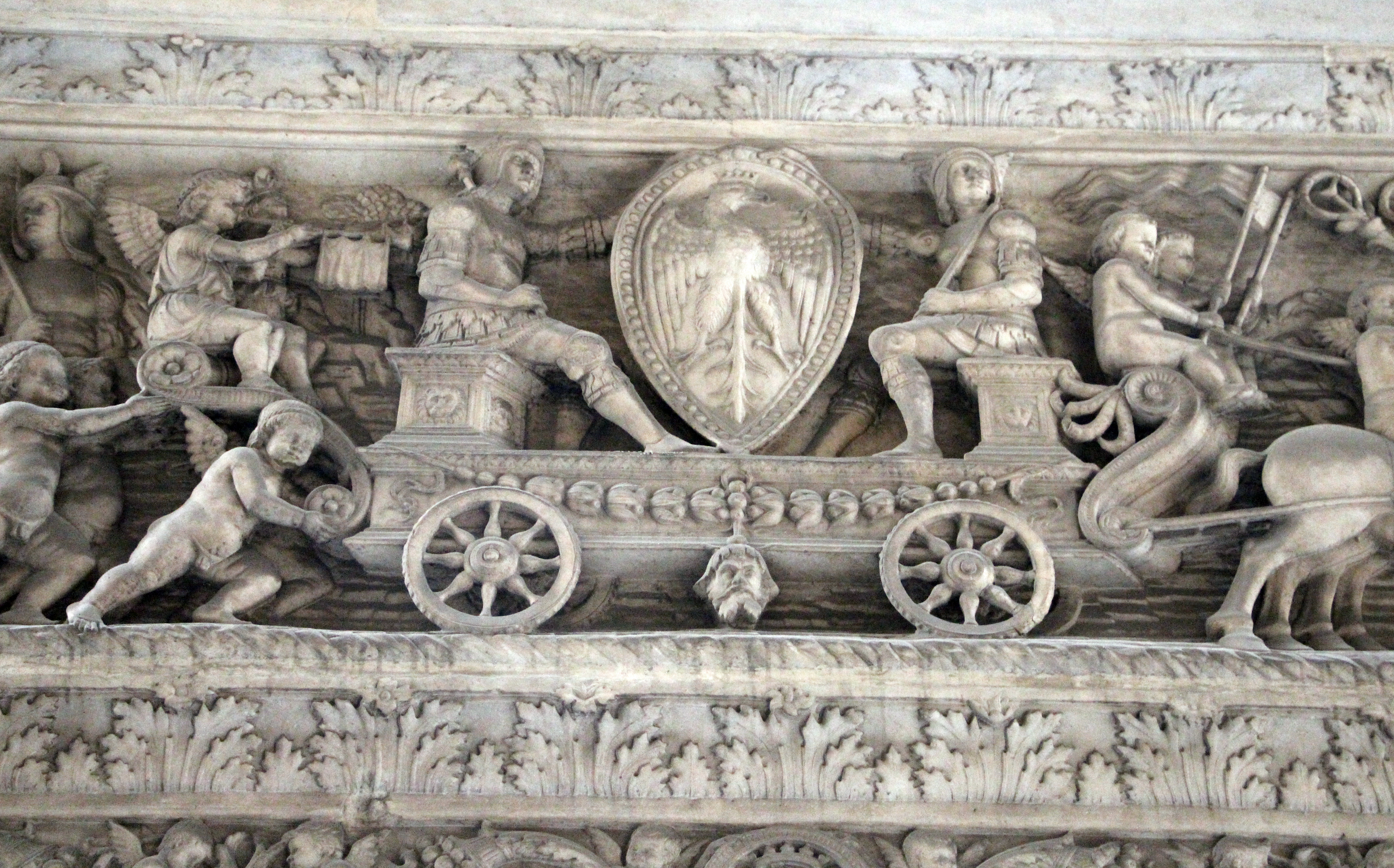
Trionfo dei Doria, Genova, XV secolo.

Parallelamente alla crescita dell'influenza politica della famiglia, vennero anche a crearsi i primi possessi feudali. Oberto Doria acquistò nel 1263 la Contea di Loano, grazie alla cessione da parte del Vescovo di Albenga di quel territorio, quasi un'isola in terra incuneata tra territori appartenenti a Genova ("Loano isola del Ponente"). Il feudo fu trasmesso ai discendenti di Oberto, dal figlio Corrado I fino a Corrado III che nel 1505 lo vendette ai Fieschi; dopo la congiura di questi ultimi, Loano fu riassegnata da Carlo V ad Andrea Doria, da cui passò ai suoi eredi Principi di Melfi, che l'hanno tenuta fino all'eversione della feudalità. I Doria di Loano tennero anche San Remo, assieme ai de Mari, dal 1297 al 1361.
Percorso simile a quello di Loano seguì il Marchesato di Torriglia, già dei Fieschi, poi dato da Carlo V ad Andrea Doria e da questi ai Principi di Melfi.
Nel 1270 Oberto acquistò anche Dolceacqua, che passò al figlio Andreolo e restò da allora ai Doria fino all'eversione della feudalità. I Doria di Dolceacqua si sono estinti all'inizio del XX secolo.
Oneglia è associata ai Doria per la prima volta nel XIII secolo tramite un Babilano Doria, i cui discendenti gestirono la signoria in comune; tra di essi vi fu il padre di Andrea Doria, Ceva. Nel 1488 i discendenti di Babilano cedettero Oneglia ad un Doria di una diversa linea, Gian Domenico. Nel 1576 il nipote di questi, Gian Gerolamo cedette Oneglia al Duca di Savoia ricevendone in cambio il marchesato di Cirié, dando così inizio alla linea dei Doria di Ciriè durata fino a Tommaso, morto senza eredi in guerra nel 1918.
Nel XIV secolo i Doria acquistarono la signoria di Mornese nel Monferrato di cui detengono ancora oggi l'omonimo il castello.

### I Doria in Sardegna e Corsica
I Doria ebbero sin dal XII secolo molti interessi in Sardegna, in particolare nei Giudicati di Torres (Logudoro), Arborea ed, in misura minore, di Gallura. Il loro nome è associato a città come Alghero (che si ritiene da essi fondata), Castelsardo, Chiaramonti, Monteleone Rocca Doria, Valledoria. Fra i Doria attivi in Sardegna si possono citare Nicolò (? – 1276) e Branca Doria (1233 circa – 1325), protagonista dell'Inferno dantesco, con i suoi discendenti, tra i quali il nipote Brancaleone, sposo nel XIV secolo di Eleonora signora di Arborea, e padre di Federico e Mariano V di Arborea.  Con loro termina la rilevanza politica della presenza dei Doria in Sardegna, sconfitta dalla nascente potenza dei re aragonesi. I Doria avrebbero mantenuto il controllo di Castelgenovese (l'odierna Castelsardo), l'ultima loro piazzaforte nell'isola, fino al 1448.
I Doria ebbero interessi anche in Corsica, che fu a lungo soggetta a Genova.  Qui fu attivo, ad esempio, il primo conte di Montaldeo Giorgio nel sec. XVI.  Alcuni rami della famiglia vi si stabilirono e vi restarono sino all'età moderna.

### Andrea Doria ed i Principi di Melfi

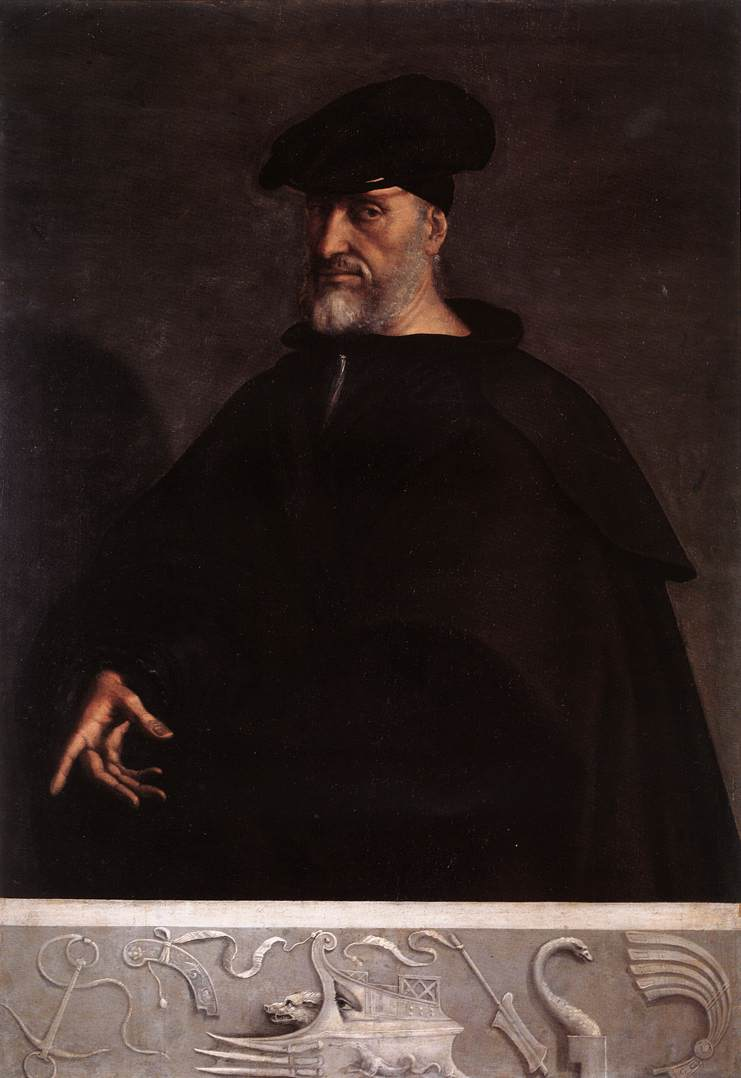
Andrea Doria ritratto da Sebastiano del Piombo nel 1526 circa.

Andrea Doria (Oneglia, 1466 - Genova, 1560) non ebbe figli, ma costituì attorno a sé un nucleo familiare di eredi ben definito attraverso le figure dei nipoti, in particolare il figlio del cugino Tommaso, Giannettino (1510-1547), ed il figlio di primo letto della propria moglie, Peretta. Costei era vedova di Alfonso I Del Carretto, marchese di Finale, dal quale aveva avuto il figlio Marcantonio, poi adottato da Andrea.
Alla morte di Giannettino, ucciso nella congiura di Gianluigi Fieschi, il figlio maggiore Gianandrea gli subentrò come luogotenente di Andrea nel suo ruolo politico e militare. Egli fu poi erede di vari beni dello zio, oltre alla flotta, tra i quali il palazzo del Principe a Fassolo, che abbellì con vari interventi.
I feudi imperiali liguri, tra i quali le signorie di Loano e Torriglia furono assegnati al fratello minore di Gianandrea, Pagano, che seguì anch'esso la carriera militare e morì combattendo a Tunisi nel 1574. 
Dei feudi nell'Italia meridionale che l'imperatore Carlo V aveva concesso ad Andrea Doria, come riconoscimento dei servigi resigli, Gianandrea ebbe la contea di Tursi, mentre Marcantonio Del Carretto, il principato di Melfi, già dei Caracciolo, con Lagopesole, Lacedonia e Candela.
Il matrimonio di Zanobia Del Carretto Doria, figlia di Marcantonio, con Gianandrea, riunì questi due rami permettendo la nascita, con il loro primogenito Andrea II (1570-1612), erede anche dei feudi liguri già di Pagano, della linea dei Doria principi di Melfi.

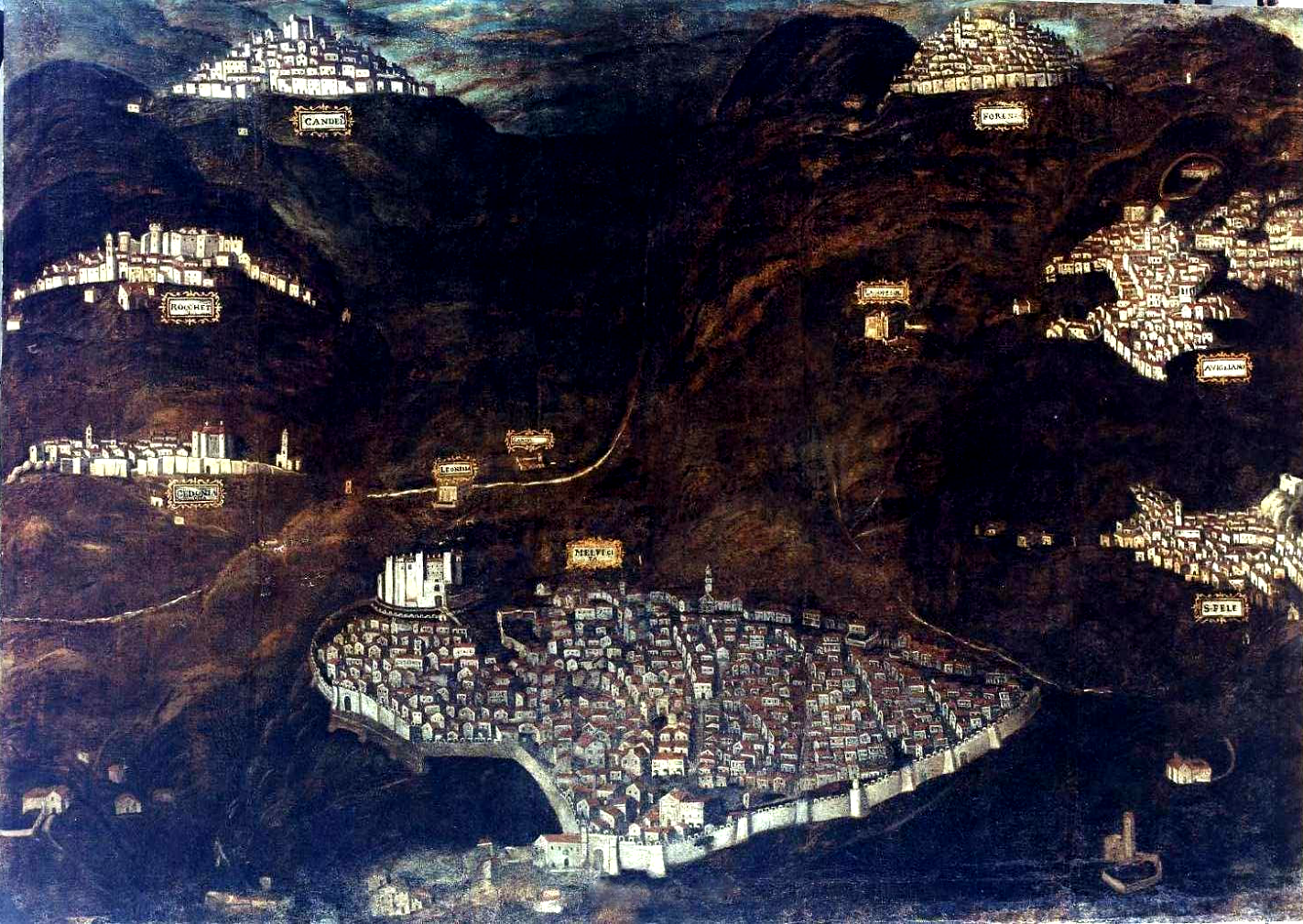
Il Principato di Melfi sotto il dominio dei Doria, 1600-1650, Melfi, Museo del Melfese, Quadreria Doria.

Agli inizi del XVII secolo il figlio di Andrea II, Giovanni Andrea II (1607-1640), sposò Maria Polissena Landi, principessa di Valditaro: in seguito a tale matrimonio vennero acquisiti il patrimonio, il nome e le insegne dei Landi, ancor oggi presenti nello stemma della famiglia, che da allora si chiamò Doria-Landi. I Doria rivendettero poi nel 1688 lo stato Landi ai Farnese, mantenendo i titoli.
Un Doria strettamente legato ad Andrea, anche se non suo stretto parente, fu l'ammiraglio Filippino (1480? - 1558?), vincitore della battaglia navale di Capo d'Orso (tra Amalfi e Vietri sul Mare) nel 1528 contro i francesi, e decisivo alleato di Andrea nella reazione alla congiura dei Fieschi.
In questo secolo un Doria, Girolamo, fu nominato per la prima volta cardinale.

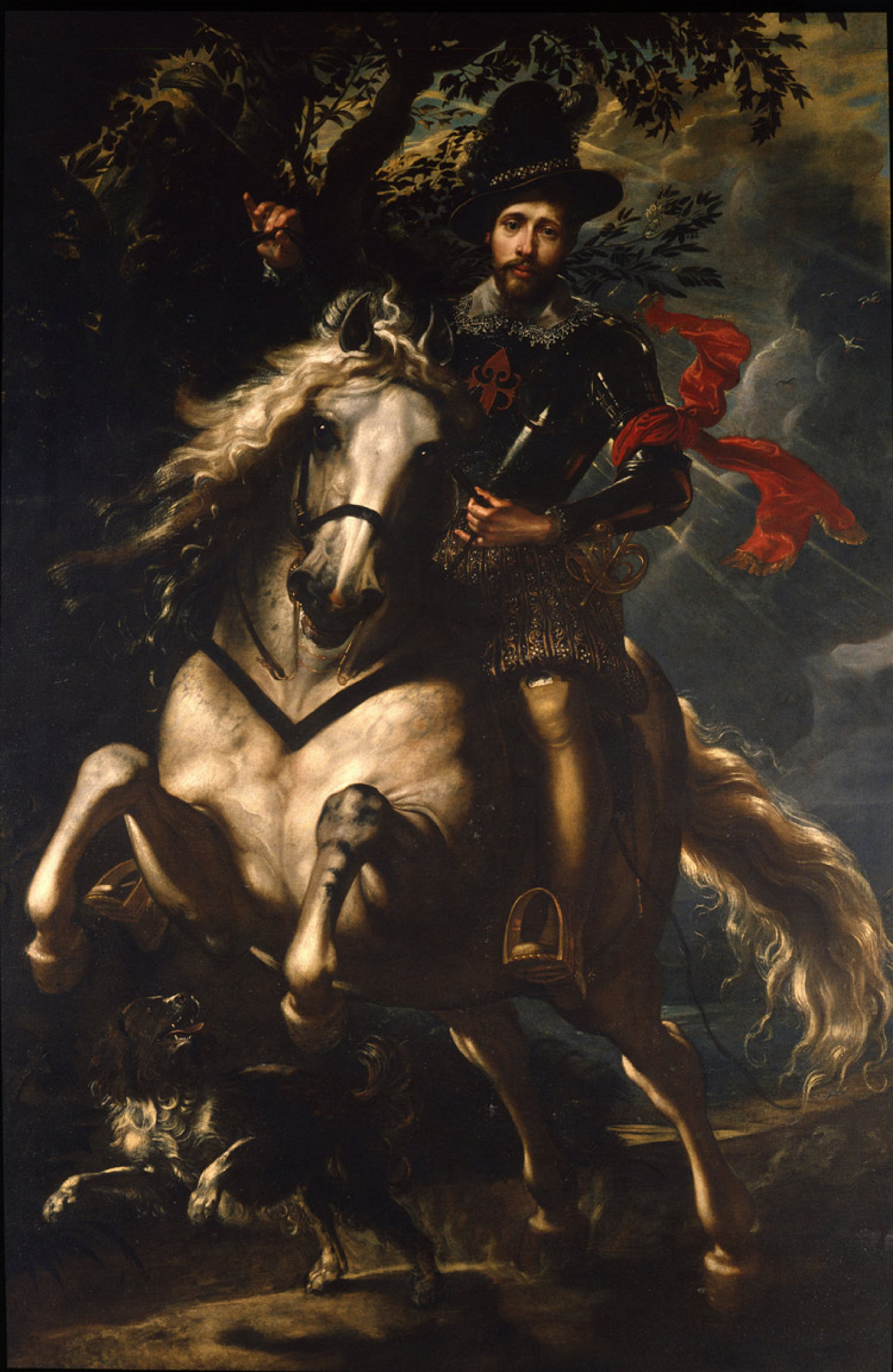
Pietro Paolo Rubens, Ritratto di Giovanni Carlo Doria a cavallo, 1606-1607, Genova, Gallerie Nazionali di Palazzo Spinola.

Un altro ramo notevole della famiglia che ebbe il suo apogeo nel XVI secolo può essere fatto risalire a Giovanni Battista, stretto collaboratore di Andrea Doria, che divenne nel 1537 il primo Doge Doria. Ricoprirono poi la stessa carica i fratelli Nicolò (nominato nel 1579) ed Agostino (1601), figli del fratello di G. Battista, Giacomo. Da Nicolò nacque Giovanni Stefano (1578 - 1643), anch'egli nominato Doge nel 1633, mentre fu figlio di Agostino Giovanni Carlo (1576 - 1625), appassionato collezionista d'arte, ritratto a cavallo in un famoso quadro di Rubens. Questo ramo fu ritenuto, assieme a quello discendente da Giannettino, quello maggiormente provvisto di mezzi finanziari, tanto che Giovanni Stefano fu considerato ai suoi tempi l'uomo più ricco d'Italia.

### Altri feudi Doria nel Regno di Napoli
Oltre al principato di Melfi, i Doria ebbero altri importanti feudi nel Regno di Napoli, grazie anche, dal XVI secolo in poi, ai rapporti privilegiati con la Spagna.

Carlo Doria, figlio di Gianandrea e fratello cadetto di Andrea II, eredita dal padre la contea, poi ducato, di Tursi, e riceve da Filippo III di Spagna il principato di Avella; per lui il padre acquistò dai Grimaldi il fastoso palazzo genovese da allora noto come Doria-Tursi. Carlo dette origine alla linea dei Doria del Carretto duchi di Tursi e principi di Avella, che si estinguerà per matrimonio, alla fine del sec. XVIII, nei Colonna di Paliano; questi, eredi dei titoli, useranno talvolta in seguito il cognome Doria assieme al proprio.

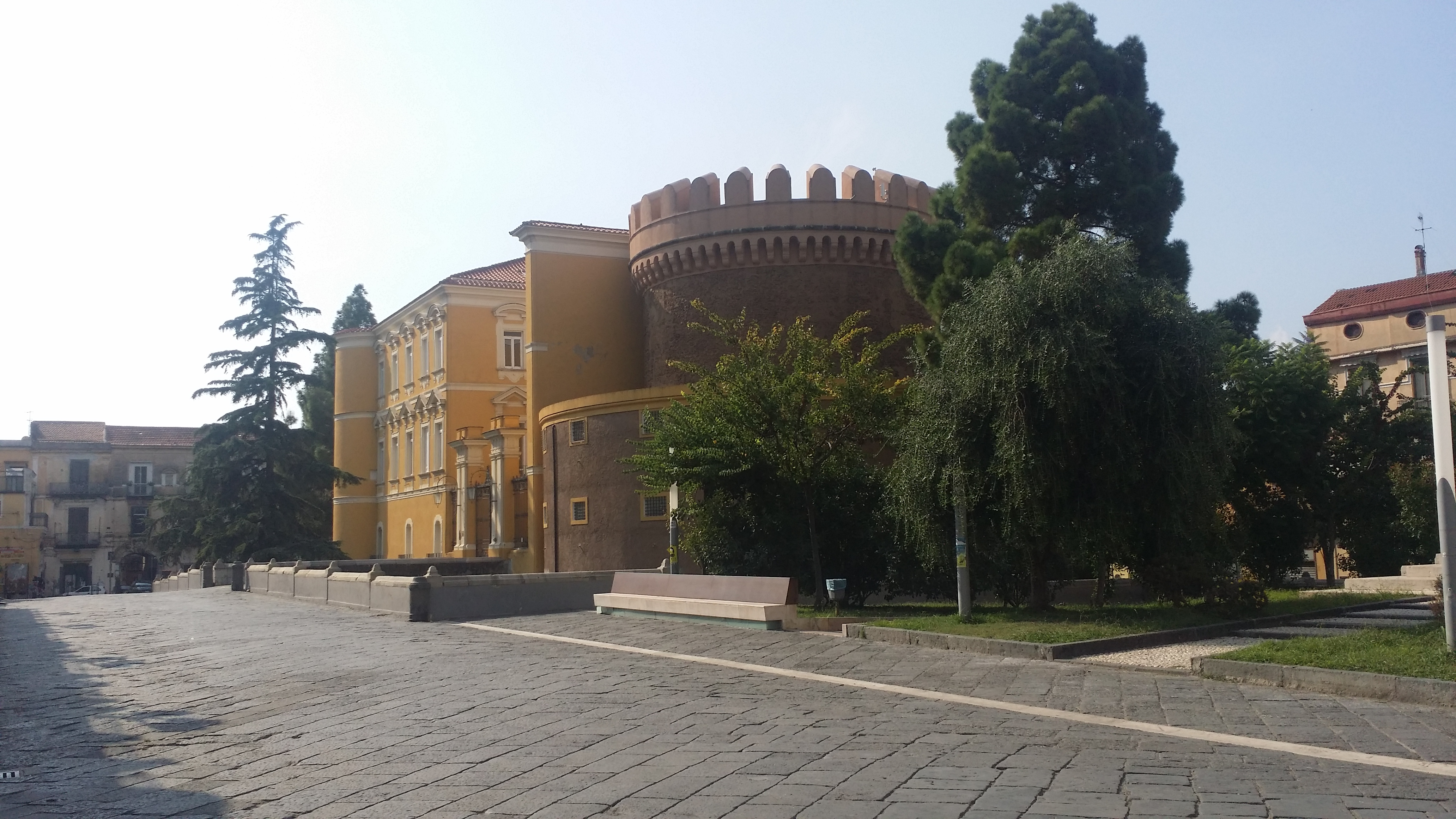
Il Castello - Palazzo gentilizio Doria ad Angri, annesso al Torrione medievale ornato da cinta muraria del XVI° secolo.

Marcantonio Doria acquistò nel 1612 il feudo di Angri, elevato nel 1636 a principato dal re di Spagna, vi regnarono dal 1613 al 1806. L'ultimo Principe d'Angri è stato Marcantonio VI, morto nel 1985. A questo feudo aggiunse il ducato di Eboli, già dei Grimaldi, per eredità della moglie, costituendo in tal modo un latifondo di grande estensione nel salernitano, rimasto integro fino all'eversione della feudalità. Marcantonio si trasferì a Napoli, ove la famiglia è rimasta fino ai giorni nostri, costruendo alcuni edifici importanti della città tra i quali il palazzo nel Settecento e successivamente, nell'Ottocento, per volontà di un altro Marcantonio (probabilmente suo nipote), la villa Doria d'Angri a Napoli. 

### I Doria di Melfi a Roma
Nel 1671 il principe di Melfi Giovanni Andrea III Doria Landi (1653-1737) aveva sposato Anna Pamphili, figlia del principe Camillo Francesco Maria Pamphili. All'estinzione dei Pamphili nel 1760, Giovanni Andrea IV (1705-1764) ne divenne l'erede, assumendone il nome ed i titoli; nel 1767 il figlio Andrea IV Doria Landi Pamphilj trasferì la sua residenza a Roma, nel palazzo Pamphilj al Corso, assieme alla moglie Leopolda di Savoia-Carignano. Da allora la famiglia, divenuta romana, fu conosciuta come Doria-Landi-Pamphilj, o anche semplicemente come Doria-Pamphilj.
Nel XVI secolo questo ramo aveva già avuto un cardinale, Giovanni o Giannettino, figlio di Gianandrea I, cui si aggiunsero, tra la fine del XVIII e l'inizio del XIX secolo, Antonio Maria, Giuseppe Maria e Giorgio.
Nel XIX secolo Filippo Andrea V Doria Pamphili fu sindaco facente funzioni di Roma subito dopo Porta Pia, tra il dicembre 1870 ed il marzo 1871 e, più tardi, senatore. Il figlio Alfonso fu anch'egli attivo nell'amministrazione di Roma e senatore. L'ultimo principe di Melfi è stato Filippo Andrea VI Doria Pamphili, primo sindaco di Roma dopo la liberazione nel 1944, morto nel 1958 lasciando una sola figlia, Orietta.

### I Doria Colonna
A Roma è residente la famiglia Doria Colonna discendente in linea retta dal grande ammiraglio Lamba Doria.

### I Doria a Genova dopo il XVI secolo
I Doria continuarono ad essere attivi nella vita pubblica genovese anche dopo l'apogeo della loro potenza nel XVI secolo.
Oltre a quelli ricordati ebbero un altro Doge, Ambrogio, nominato nel 1621, e poi ancora Giuseppe Maria (1793).
Nel XVIII secolo un Doria di Genova, Sinibaldo, fu nominato cardinale.

I Doria stabilitisi in Corsica hanno spesso mantenuto legami con la città di origine. Tra di essi si possono ricordare i cugini Antonio e Raimondo Doria di San Colombano, attivi nella Carboneria all'inizio del XIX secolo.

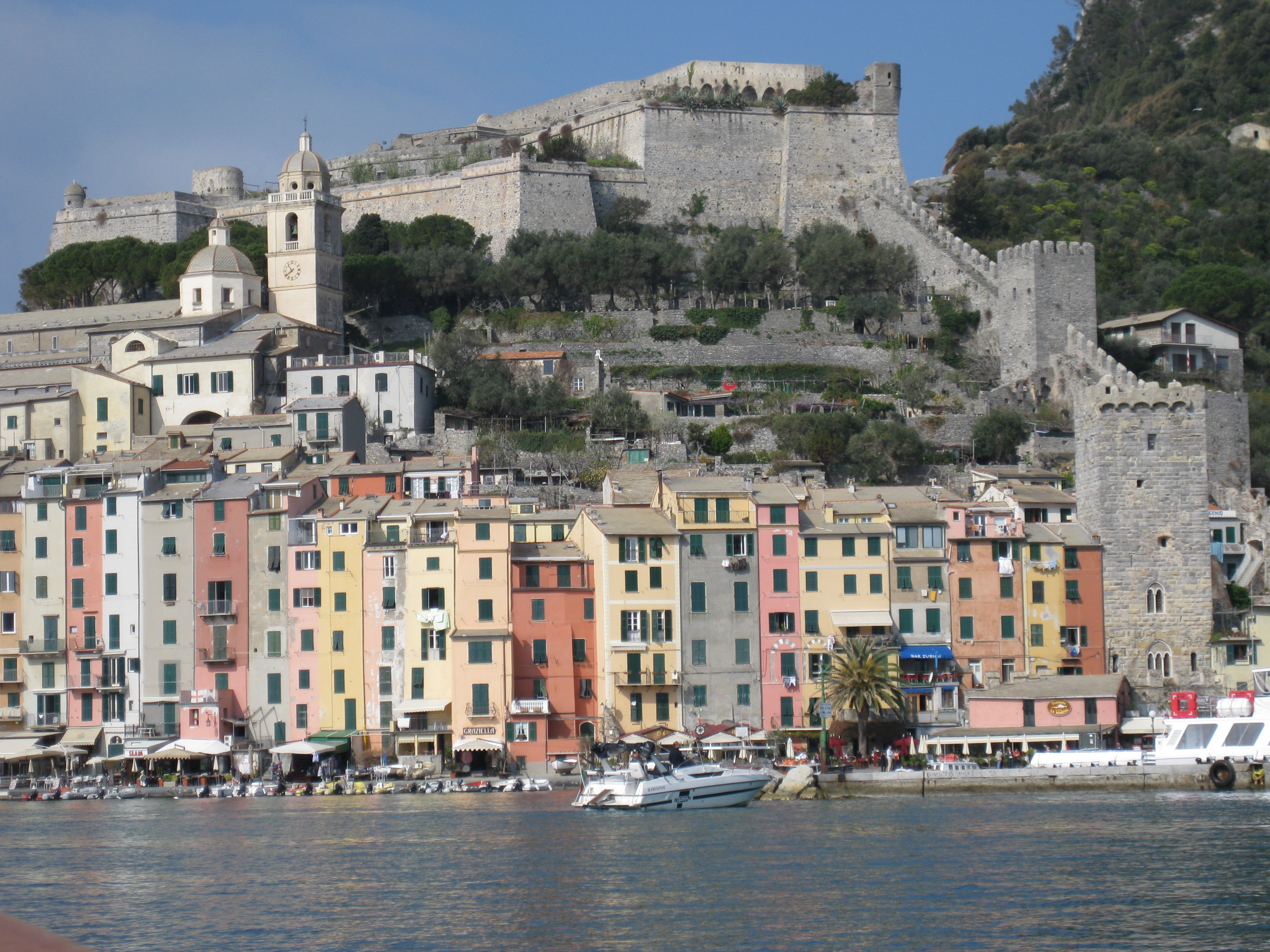
Il castello dei Doria a Portovenere.

### Epoca recente
Una linea della famiglia Doria sempre rimasta a Genova fino ai giorni nostri è quella dei Conti di Montaldeo. Questo feudo, allora nello stato di Milano, fu acquistato nel 1567 da Giorgio Doria, figlio di un Melchiorre a sua volta fratello di Antonio Doria, ammiraglio e collaboratore di Andrea.  Nel sec. XIX un altro Giorgio fu imprenditore, uomo politico e senatore prima del Regno di Sardegna e poi di quello d'Italia, come i figli Ambrogio e Giacomo. Appartengono a questo ramo Giorgio Doria (1929 - 1998), vicesindaco di Genova negli anni '70 del XX secolo, ed il figlio Marco, sindaco di Genova dal 2012 al 2017 per il centrosinistra.
Sono infine ancora presenti vari rami della famiglia, tra cui a Genova i Doria direttamente discendenti da Lamba, che aggiungono al cognome il nome del famoso ammiraglio,altri presenti in Sardegna, Napoli, Puglia, Sicilia.

## Possedimenti dei Doria
La famiglia Doria ha o ha avuto possedimenti in tutto il territorio italiano.
- In Liguria e Piemonte (Feudi imperiali liguri): a Genova, Buronzo, Montaldeo, Redabue, Savona, Palazzo Doria, Pinerolo, Loano, Torriglia, Garbagna, Grondona, Vargo, Carrega, Ottone, Santo Stefano d'Aveto, Cabella, Fontanarossa, San Sebastiano Curone, Cairote, Cremonte, Veppo, Calice al Cornoviglio. Il marchesato di Dolceacqua dipendeva dai Savoia. Questi s'impossessarono anche del principato di Oneglia, uno dei primi feudi dorieschi.
- In Emilia: per matrimonio furono titolari dello Stato Landi.
- Nel Lazio i beni di origine Pamphilj: i feudi di Valmontone e San Martino al Cimino; i palazzi Doria Pamphilj al Corso e Pamphilj a Piazza Navona a Roma.
- In Campania: la Villa Doria e il Palazzo Doria a Napoli, il castello di Angri, i relativi giardini e l'ex arco con lo stemma sovrastante.
- In Puglia: Candela, Lacedonia, Ginosa, Lequile.
- In Basilicata: a Melfi (con il relativo castello), Avigliano, Forenza, Lagopesole, San Fele.
- In Sardegna: Alghero, Anglona, Castelsardo (Castel Genovese), Monteleone Rocca Doria e Valledoria.

## Chiese patrocinate dai Doria
Tra le chiese patrocinate dai Doria in Italia si ricordano:
- Chiesa di Sant'Agnese in Agone (Roma), situata in piazza Navona.[36]
- Abbazia di San Fruttuoso (Capodimonte);
- Chiesa di San Matteo (Genova), sita nella piazza omologa;
- Chiesa di San Bartolomeo della Certosa (Rivarolo).

## Personaggi di spicco della famiglia

### Altri personaggi di spicco

#### X secolo
- Arduino di Narbona (sec. X-XI), capostipite della famiglia.

#### XI-XIV secolo
- Rosso Doria (sec. XII), primo governatore di Perano;
- Percivalle Doria (1195 circa - 1264), condottiero;
- Jacopo Doria (sec. XIII), annalista;
- Oberto Doria (m. 1295), capitano del popolo e ammiraglio;
- Branca Doria (1233 circa - post 1325), feudatario, posto all'inferno da Dante Alighieri;
- Lamba Doria (1245-1323), ammiraglio e capitano del popolo;
- Pietro Doria (?-1380), ammiraglio;
- Pagano Doria (?-), ammiraglio;
- Ilario Doria (? - 1424), diplomatico e marito di Zampia Paleologa, sorellastra dell'imperatore Manuele II Paleologo.

#### XV-XVI secolo
- Andrea Doria (1466-1560), ammiraglio genovese;
- Brancaleone Doria, marito di Eleonora d'Arborea;
- Filippino Doria, ammiraglio, cugino di Andrea;
- Nicolò Doria, doge di Genova;
- Gianandrea Doria (1539-1606), ammiraglio, nipote di Andrea;
- Mariano V Doria-Bas (1379-1407), Giudice d'Arborea, Conte di Goceano e di Marmilla, Visconte di Bas.

#### XVIII secolo
- Antonio Raffaello Doria, marito di Maria Anna Pescara di Diano dei Marchesi di Castelluccio, tra i 25 rappresentanti della repubblica napoletana del 1799.

#### XX secolo
- René Italo Ricolfi Doria (1901-1970), industriale elvetico di origine italiana;
- Marina Ricolfi Doria (1935), moglie di Vittorio Emanuele di Savoia e madre di Emanuele Filiberto di Savoia;
- Marco Doria (1957), accademico e politico, sindaco di Genova dal 2012 al 2017;
- Carlo Doria (1966) senatore.

### Cardinali
Tra parentesi l'anno della nomina dei cardinali:
- Girolamo Doria (1529);
- Giovanni Doria (1604);
- Sinibaldo Doria (1731);
- Giorgio Doria (1743);
- Antonio Maria Doria Pamphilj (1785);
- Giuseppe Maria Doria Pamphilj (1785);
- Giorgio Doria Pamphilj (1816).

### Fonti storiche
- Natale Battilana, Genealogia delle famiglie nobili di Genova, Pagano, Genova 1925.
- Teresa Luzzatto Guerrini, I Doria, Nemi, Firenze 1937.
- Antonio Arecco, Lo scudo della galea e le Zecche dei Doria, Litografia Ligure, Loano 2000.
- Nicola Della Monica, I Doria, in Le grandi famiglie di Napoli, le vicende, gli aneddoti, le curiosità mondane dei tanti illustri casati protagonisti della storia partenopea, collana Quest'Italia, 2ª ed., Roma (RM), Newton Compton Editori, 2004  [Ottobre 1998],  pp. 169, 170, 171, 172 e 173, ISBN 88-8183-789-7. URL consultato il 15 luglio 2025.
- Paolo Lingua, I Doria a Genova, Frilli, Genova 2007.
- Giuseppe Meloni, Insediamento umano nella Sardegna settentrionale. I possedimenti dei Doria alla metà del XIV secolo, in "Atti del XIV Congresso di Storia della Corona d'Aragona", Sassari-Alghero, 19-24 maggio, 1990, vol. II, La Corona d'Aragona in Italia (secc. XIII-XVIII), 1, Il “regnum Sardiniae et Corsicae” nell'espansione mediterranea della Corona d'Aragona, tomo II, Sassari, 1995, pp. 573–593.
- Bruno Giontoni, Franca Balletti, I Feudi imperiali della Val Trebbia - Società e territorio tra Genova e Piacenza, De Ferrari Editore, Genova 2019, ISBN 978-88-5503-057-1 (88-5503-057-4)